# Преобразование Боголюбова
В теоретической физике преобразование Боголюбова было найдено в 1958 году Николаем Боголюбовым для нахождения решений теории БКШ в однородной системе . Преобразование Боголюбова часто используется для диагонализации гамильтонианов, тем самым давая стационарные решения уравнения Шрёдингера. Преобразование Боголюбова также важно для понимания эффекта Унру, излучения Хокинга, эффектов спаривания в ядерной физике.

## Случай бозонов
Рассмотрим каноническое коммутационное соотношение для операторов рождения и уничтожения бозонов
{\displaystyle \left[{\hat {a}},{\hat {a}}^{\dagger }\right]=1~.}
Определим новую пару операторов
{\displaystyle {\hat {b}}=u{\hat {a}}+v{\hat {a}}^{\dagger }}
{\displaystyle {\hat {b}}^{\dagger }=u^{*}{\hat {a}}^{\dagger }+v^{*}{\hat {a}}~,}
где второй эрмитово сопряжен с первым.
Преобразование Боголюбова — каноническое преобразование, сопоставляющее операторам {\displaystyle {\hat {a}}} и {\displaystyle {\hat {a}}^{\dagger }} операторы {\displaystyle {\hat {b}}{\text{ и}}{\hat {b}}^{\dagger }}. Чтобы найти условия на постоянные u и v, при которых преобразование является каноническим, вычислим коммутатор
{\displaystyle \left[{\hat {b}},{\hat {b}}^{\dagger }\right]=\left[u{\hat {a}}+v{\hat {a}}^{\dagger },u^{*}{\hat {a}}^{\dagger }+v^{*}{\hat {a}}\right]=\cdots =\left(|u|^{2}-|v|^{2}\right)\left[{\hat {a}},{\hat {a}}^{\dagger }\right].}
Очевидно, что {\displaystyle \,|u|^{2}-|v|^{2}=1} — условие, при котором преобразование является каноническим.
Постоянные u и v можно представить в виде
{\displaystyle u=e^{i\theta _{1}}\operatorname {ch} r}
{\displaystyle v=e^{i\theta _{2}}\operatorname {sh} r~.}

## Случай фермионов
Для антикоммутатора
{\displaystyle \left\{{\hat {a}},{\hat {a}}^{\dagger }\right\}=1},
такое же преобразование с u и v приводит к
{\displaystyle \left\{{\hat {b}},{\hat {b}}^{\dagger }\right\}=(|u|^{2}+|v|^{2})\left\{{\hat {a}},{\hat {a}}^{\dagger }\right\}}
Чтобы преобразование было каноническим, u и v могут быть представлены в виде
{\displaystyle u=e^{i\theta _{1}}\cos r\,\!}
{\displaystyle v=e^{i\theta _{2}}\sin r\,\!.}